# Cubaanse Revolutie
De Cubaanse Revolutie was een reeks gewapende opstanden op Cuba door Fidel Castro en gelijkgezinden die dictator Fulgencio Batista op 31 december 1958 ten val brachten. De revolutie startte met de aanslag op de Moncadakazerne in Santiago de Cuba in 1953, die jaarlijks op 26 juli herdacht wordt als de Día de la Revolución (Dag van de Revolutie).

## Voorgeschiedenis
Op 20 mei 1902 werd Cuba een onafhankelijke republiek, maar de Verenigde Staten konden nauwelijks verbergen dat ze Cuba als een nieuw verworven kolonie beschouwden. Via het Platt Amendement werd bovendien de mogelijkheid voorzien om ook militair in te grijpen. Dit gebeurde effectief in 1906, 1912 en 1917. Het amendement werd integraal opgenomen in de grondwet van 1901. 
Na vijftig jaar “onafhankelijkheid” waren de Cubaanse productiemiddelen en landbouwgronden grotendeels in handen van Amerikaanse personen en bedrijven. Het toerisme was succesvol, maar teerde ook op gokken en prostitutie. De Grote Depressie stortte Cuba in crisis en chaos. Een aantal zwakke en veelal corrupte presidenten hadden elkaar opgevolgd. Gerardo Machado regeerde als dictator van 1925 tot 1933 en oefende een waar schrikbewind uit. Op 4 september 1933, na een algemene staking, moest Machado de macht uit handen geven en trad legersergeant Fulgencio Batista voor de eerste keer op het voorplan. Hij stelde zich in maart 1952 kandidaat voor de verkiezingen, maar toen bleek dat hij geen kans maakte, ondernam hij een tweede staatsgreep die hem op 10 maart opnieuw aan de macht bracht. Eduardo Chibás, leider van de Orthodoxe Partij, die de verkiezingen had kunnen winnen, pleegde eerder, tijdens een toespraak op de radio, zelfmoord. Op diens begrafenis sprak een jonge advocaat, Fidel Castro, een rede uit.
Na Batista's tweede coup vormde zich in Havana een revolutionaire groep rond Abel Santamaría, zijn zuster Haydée, Fidel Castro en diens broer Raul Castro.

## De revolutie

### Aanslag op de Moncadakazerne
Op 26 juli 1953 leidde Castro 119 rebellen bij een aanval op de Moncadakazerne in Santiago de Cuba. De aanval mislukte toen de colonne aanvallers opgemerkt werd door een leger patrouille. Het effect van de verrassing was verloren en de aanval werd in de kiem gesmoord. 55 aanvallers, onder wie Abel Santamaría, werden gevat, gefolterd en vermoord door Batista’s troepen. Castro en een paar anderen ontsnapten naar de nabijgelegen bergen en werden slechts dankzij veel geluk weer opgepakt.

### Proces en ballingschap
Castro’s gevangenneming werd spoedig overal bekend, zodat een proces, gelukkig voor Castro, onvermijdelijk was. Fidel, zelf advocaat, voerde zijn eigen verdediging en die van zijn kompanen in het historisch pleidooi, “La historia me absolverá”, “de Geschiedenis zal me vrijspreken”. De groep werd uiteindelijk veroordeeld tot 15 jaar opsluiting op het Isla de Pinos, nu Isla de la Juventud. Daar werden ze opgesloten in de Presidio Modelo gevangenis, nabij Nueva Gerona.
In februari 1955 won Batista frauduleuze verkiezingen en als propagandastunt liet hij een aantal politieke gevangenen vrij, waaronder Castro en zijn handlangers. Castro vluchtte evenwel onmiddellijk naar Mexico, vanwaar hij een nieuwe opstand zou voorbereiden. Frank Pais bleef achter in Santiago de Cuba om de (Beweging van de 26ste Juli, verkort M-26-7) ondergronds te uit te bouwen.

### Landing op Granma
In Mexico werd een rebellenleger getraind en uitgerust en op 2 december 1956 landde Castro met 81 kompanen met het jacht Granma op Playa Las Coloradas nabij Niquero, een kustplaatsje in de zuidelijke provincie Oriente. Een paar dagen later werden ze opgemerkt door de troepen van Batista en die onmiddellijk actie ondernamen en verschillende leden zouden ombrengen. Castro en slechts 11 anderen, onder wie Che Guevara, Raul Castro en de toekomstige comandanten Camilo Cienfuegos en Juan Almeida wisten te ontsnappen. Ze konden zich in de Sierra Maestra, een bergketen ten westen van Santiago de Cuba, verbergen. Ze kregen steun van Celia Sanchez, leidster van de M-26-7 in Manzanillo.

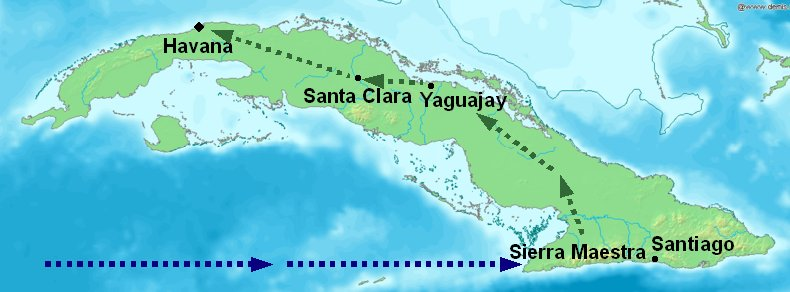
Kaart van de revolutie

Op 17 januari 1957 scoorden de guerrilla's voor de eerste keer een overwinning op een kleine legerpost aan de zuidkust van Cuba. Op 13 maart 1957 pleegde in Havana een groep studenten een mislukte aanslag op Batista in het presidentiële paleis (huidige Museo de la Revolución). 32 van de 35 aanvallers overleefden de aanslag niet. Een aantal studenten dat op Radio Reloj de val van Batista had aangekondigd, werd eveneens vermoord. Iedereen die iets met het incident te maken had, inbegrepen studentenleider Echevarria, werd omgebracht. De M-26-7 beweging won echter alleen meer aanhang.
Op 28 mei 1957 veroverden de revolutionairen een legerpost in El Uvero, nabij Santiago de Cuba, en bemachtigden zo belangrijke voorraden wapens en munitie. Op 30 juni werd Frank Pais vermoord in Santiago de Cuba. Maar de opgang van de M-26-7 was niet meer te stoppen en tegen het einde van 1957 had Castro een vaste commandopost geïnstalleerd in La Plata, onbereikbaar hoog in de Sierra Maestra. Van daaruit startte in februari 1958 de uitzendingen van Radio Rebelde. Raul Castro zette een tweede commandopost op in de Sierra de Cristal aan de noordoostkust van de Oriente (huidige Holguin).

### Overwinning van de Revolutionairen
In mei 1958 stuurde Batista een troepenmacht van 10.000 soldaten de bergen in om de Castristen uit te schakelen. Maar geheel onverwachts was zijn leger tegen de zomer al verslagen en werd het grootste deel van haar uitrusting buitgemaakt. Dit betekende een definitieve omslag in de strijd.
Na lange voettochten wisten de comandanten Che Guevara en Camilo Cienfuegos met hun colonnes twee nieuwe fronten te openen in de provincie Villa Clara. Belangrijke veldslagen werden gewonnen in Guisa en in de Sierra del Escambray. Op 28 december 1958 overmeesterden Che Guevara’s troepen een gepantserde trein in Santa Clara, en op 30 december won Camilo Cienfuegos een beslissend gevecht in Yaguajay. Op 30 december gaf Batista zich gewonnen en in de nieuwjaarsnacht van 1 januari 1959 ontvluchtte Batista Havana. In de loop van deze dag ondertekende het leger van Batista de capitulatie in Santa Clara. Guevara en Cienfuegos trokken op 2 januari Havana binnen, op 8 januari gevolgd door Castro.